# 饼店基地线
饼店基地线（：／ Byeongjeom giji seon */?）是一條連結江原道華城市的餅店站與烏山市的西东滩站，屬於韓國鐵道公社的京釜線支線鐵道。首都圈電鐵開通後，此線被編入首都圈電鐵1號線。

## 路線資料
- 路線距離：2.2公里
- 營運機關：韓國鐵道公社（全線）
- 軌距：1435毫米（標準軌）
- 通行方向：左側通行
- 站數：2個
- 複線路段：餅店－西東灘
- 電氣化路段：全線
- 最高速度：110公里/小時
- 保安裝置：ATS

## 历史
過去餅店基地線是京釜線本線的一部分，京釜線四線化與直線化過程中，餅店至烏山大學站西移到現在的路段，並在原路線上建設了饼店车辆基地，餅店站與餅店車輛基地之間的路段保留作為車輛出入庫線，並稱為餅店基地線。
之後華城市的東灘新都市建成，由於東灘新都市接近餅店車輛基地，於是華城市全額投資，新設位於烏山市外三美洞、東灘新都市旁的西東灘站，服務東灘新都市的通勤乘客。
- 2003年4月30日：餅店車輛基地启用
- 2010年2月26日：新設西東灘站，開始客運業務。

## 未來計畫
- 計畫中的首都圈廣域急行鐵道C路線（朝鲜语：수도권 광역급행철도 C노선）及東灘仁德院線將以饼店车辆基地作為機廠，但不設站。[1]同時，1號綫的終點站也會在東灘仁德院線完工後延伸至東灘站。

## 車站列表
| 中文站名           | 韓文站名           | 英文站名               | 接續路線           | 站間距離           | 營業距離           | 所在地             | 所在地             |
| ↑ 與京釜線直通運轉 | ↑ 與京釜線直通運轉 | ↑ 與京釜線直通運轉     | ↑ 與京釜線直通運轉 | ↑ 與京釜線直通運轉 | ↑ 與京釜線直通運轉 | ↑ 與京釜線直通運轉 | ↑ 與京釜線直通運轉 |
| ------------------ | ------------------ | ---------------------- | ------------------ | ------------------ | ------------------ | ------------------ | ------------------ |
| 餅店站             |                    |                        | 京釜線（新昌）方向 | 0.0                | 0.0                | 京畿道             | 華城市             |
| 饼店车辆基地       |                    | Byeongjeom Traincenter |                    | 1.4                | 1.4                | 京畿道             | 華城市             |
| 西东滩站           |                    |                        |                    | 0.8                | 2.2                | 京畿道             | 烏山市             |